# Rechenberg-Bienenmühle
Rechenberg-Bienenmühle är en kommun och ort i Landkreis Mittelsachsen i förbundslandet Sachsen i Tyskland. Kommunen har cirka 1 800 invånare.